# Chrystus w domu rodziców
Chrystus w domu rodziców – obraz olejny autorstwa Johna Everetta Millais’go powstały w latach 1849–1850 i przechowywany od 1921 w Tate Britain. Dzieło wystawiane jest pod nazwą Christ In The House Of His Parents.
Było to pierwsze płótno Millais’go sygnowane „P. R. B.”, tajnym symbolem bractwa prerafaelitów.

## Opis obrazu
Artysta przedstawił Świętą Rodzinę podczas pracy w ciesielskim warsztacie Józefa z Nazaretu. Święty Józef z dwojgiem pomocników zajmuje się wykonaniem drewnianych drzwi, pracę przerwał drobny wypadek małoletniego Jezusa, który skaleczył się w wewnętrzną stronę lewej ręki. Wystraszone dziecko pokazuje ranę Matce Bożej, która całuje go w policzek, natomiast zaniepokojony Józef ogląda skaleczenie. Z prawej strony ostrożnie zbliża się kuzyn Jezusa, św. Jan Chrzciciel z miską czystej wody do przemycia skaleczenia.
Pracownia Józefa jest uboga, wypełniają ją proste narzędzia i deski, podłoga zasypana jest wiórami. Przedstawiane postacie są chude i zaniedbane, robią wrażenie ludzi zniszczonych pracą i troskami. Szczególnie przygnębiające wrażenie robi postać stroskanej Matki Boskiej o przedwcześnie postarzałej i pooranej zmarszczkami twarzy. Przez otwarte drzwi do warsztatu Józefa zagląda stadko owiec.
Obraz utrzymany jest w jasnej kolorystyce, w której przeważają brązy. Malarz zadbał o pieczołowite przedstawienie nawet najdrobniejszych szczegółów, malując autentyczną pracownię biednego cieśli na Oxford Street w Londynie.

## Odbiór
Obraz wystawiony po raz pierwszy w Royal Academy w 1850 roku spotkał się z ostrym sprzeciwem i oburzeniem. Krytykowano go za realizm i dosłowność, potępiano za przedstawienie Świętej Rodziny jako ludzi biednych, prostych i żyjących na krawędzi ubóstwa. Szczególnie oburzenie budziła postać Matki Bożej, jej pospolita uroda i oznaki starości. Wytykano autorowi ukazanie brudnych paznokci Józefa, prozaiczność otoczenia i profanację tematu. Szczególnie zjadliwym krytykiem obrazu był Charles Dickens, który porównał obraz do francuskich kabaretów i najgorszych, angielskich spelunek.

## Symbolika
Dzieło Millais’go posiada bogatą, religijną symbolikę. Węgielnica zawieszona nad głową Jezusa oznacza Trójcę Świętą. Gołębica symbolizuje Ducha Świętego, natomiast drabina oparta o ścianę jednoznacznie nawiązuje do Drabiny Jakuba. Również krwawiąca rana na ręce i krople krwi na stopie Jezusa są zapowiedzią Ukrzyżowania. Miska wody niesiona przez Jana symbolizuje przyszły chrzest Chrystusa, a stado owiec z lewej strony obrazu jest zapowiedzią przyszłej wspólnoty wiernych, Kościoła.